# Santa Cruz dos Matos
Santa Cruz dos Matos é um bairro rural (área urbana isolada) do município brasileiro de São Miguel Arcanjo, que integra a Região Metropolitana de Sorocaba, no interior do estado de São Paulo.

## Geografia

### Demografia

#### População urbana
| Crescimento população urbana | Crescimento população urbana | Crescimento população urbana | Crescimento população urbana |
| Censo                        | Pop.                         |                              | %±                           |
| ---------------------------- | ---------------------------- | ---------------------------- | ---------------------------- |
| 1991                         | 324                          |                              | —                            |
| 2000                         | 452                          |                              | 39,5%                        |
| 2010                         | 554                          |                              | 22,6%                        |
| Fonte: IBGE e Fundação SEADE |                              |                              |                              |

Até o Censo 2010 (IBGE) Santa Cruz dos Matos era classificado pelo IBGE como área urbana isolada do distrito sede.

## Serviços públicos

### Saneamento
O serviço de abastecimento de água é feito pela Companhia de Saneamento Básico do Estado de São Paulo (SABESP).

### Energia
A responsável pelo abastecimento de energia elétrica é a CPFL Santa Cruz (antiga CPFL Sul Paulista), distribuidora do grupo CPFL Energia.

## Religião
O Cristianismo se faz presente no bairro da seguinte forma:

### Igreja Católica
- A igreja faz parte da Diocese de Itapetininga[9].

### Igrejas Evangélicas
- Congregação Cristã no Brasil[10].